# Мьоко-Мару (1939)
Мьоко-Мару (1939) (Myoko Maru) — транспортне судно, яке під час Другої світової війни взяло участь у операціях японських збройних сил на Новій Гвінеї.
Судно спорудили в 1939 році на верфі компанії Mitsubishi Jukogyo в Йокогамі для компанії Nippon Yusen. Остання поставила це вантажне судно на лінію між Кобе та Нью-Йорком. У тому ж році це вантажне судно перейшло до компанії Toa Kaiun.
У 1941-му Мьоко-Мару реквізували для потреб Імперської армії Японії.
На початку січня 1943-го на Новій Гвінеї підходила до завершення битва за передові позиції японців у Буні та Гоні на північному узбережжі півострова Папуа. У цих умовах для японського командування було важливо підсилити та забезпечити необхідними засобами гарнізони Саламауа та Лае, розташовані у глибині затоки Хуон (відділяє півострів Папуа від півострова Хуон, що лежить північніше). Як наслідок, у Рабаулі (головна японська база в архіпелазі Бісмарка, з якої провадились операції на Соломонових островах та на сході Нової Гвінеї) сформували конвой у складі легкого крейсера, чотирьох есмінців та чотирьох транспортних суден, одним з яких було Мьоко-Мару.
6 січня 1943-го конвой вийшов з Рабаулу, в ніч проти 7 січня прибув до Лае та почав розвантаження. 7 січня о 14:10 доби літак P-40 із 49-ї винищувальної групи ВПС США поцілив судно 136-кг бомбою, що влучила в машинне відділення. У результаті некероване судно було викинуте на берег в районі Малаханг, дещо на схід від Лае. На борту зазнали поранень 5 членів екіпажу.
У вересні 1943-го Лае захопили союзники, які дослідили Мьоко-Мару та знайшли серед вантажу колючу проволоку, мотоцикли та велосипеди. Вугілля з судна певний час використовувалось австралійським гарнізоном.